# Cody Hay
Cody Hay (ur. 28 lipca 1983 w Dawson Creek) – kanadyjski łyżwiarz figurowy, startujący w parach sportowych z Anabelle Langlois. Uczestnik igrzysk olimpijskich (2010), uczestnik mistrzostw świata i czterech kontynentów, medalista zawodów międzynarodowych oraz mistrz Kanady (2008). Zakończył karierę sportową w 2011 roku.
Po zakończeniu kariery został trenerem łyżwiarstwa razem ze swoją żoną. W 2012 roku poślubił swoją partnerkę sportową Anabelle Langlois. W 2013 roku na świat przyszła ich córka Mia, a w 2016 roku syn o imieniu Zac.

## Osiągnięcia

### Z Codym Hayem

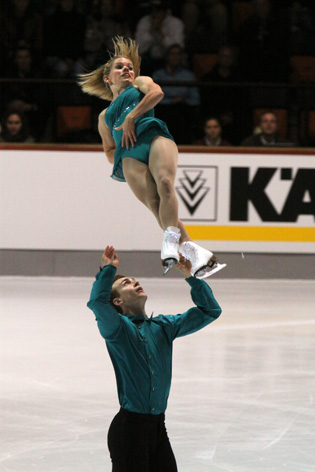
Langlois i Hay wykonujący podnoszenie twistowe na Nebelhorn Trophy 2009

| Zawody                           | 05–06          | 06–07          | 07–08          | 09–10          |                |                |                |                |                |                |                |                |                |                |                |                |                |
| Międzynarodowe                   | Międzynarodowe | Międzynarodowe | Międzynarodowe | Międzynarodowe | Międzynarodowe | Międzynarodowe | Międzynarodowe | Międzynarodowe | Międzynarodowe | Międzynarodowe | Międzynarodowe | Międzynarodowe | Międzynarodowe | Międzynarodowe | Międzynarodowe | Międzynarodowe | Międzynarodowe |
| -------------------------------- | -------------- | -------------- | -------------- | -------------- | -------------- | -------------- | -------------- | -------------- | -------------- | -------------- | -------------- | -------------- | -------------- | -------------- | -------------- | -------------- | -------------- |
| Igrzyska olimpijskie             |                |                |                | 9              |                |                |                |                |                |                |                |                |                |                |                |                |                |
| Mistrzostwa świata               |                | 10             | 8              | 10             |                |                |                |                |                |                |                |                |                |                |                |                |                |
| Mistrzostwa czterech kontynentów | 6              | 7              |                |                |                |                |                |                |                |                |                |                |                |                |                |                |                |
| GP Cup of Russia                 |                | WD             |                |                |                |                |                |                |                |                |                |                |                |                |                |                |                |
| GP NHK Trophy                    |                |                | 5              |                |                |                |                |                |                |                |                |                |                |                |                |                |                |
| GP Skate America                 |                | 4              |                |                |                |                |                |                |                |                |                |                |                |                |                |                |                |
| GP Skate Canada International    | 4              |                | 4              | 4              |                |                |                |                |                |                |                |                |                |                |                |                |                |
| Memoriał Karla Schäfera          | 2              |                |                |                |                |                |                |                |                |                |                |                |                |                |                |                |                |
| Nebelhorn Trophy                 |                |                |                | 3              |                |                |                |                |                |                |                |                |                |                |                |                |                |
| Krajowe                          |                |                |                |                |                |                |                |                |                |                |                |                |                |                |                |                |                |
| Mistrzostwa Kanady               | 4              | 3              | 1              | 2              |                |                |                |                |                |                |                |                |                |                |                |                |                |

### Z Daylan Hoffmann
| Zawody                                | 02–03                                 | 03–04                                 | 04–05                                 |                                       |                                       |                                       |                                       |                                       |                                       |                                       |                                       |                                       |                                       |                                       |                                       |                                       |                                       |                                       |
| Międzynarodowe: Kategorie młodzieżowe | Międzynarodowe: Kategorie młodzieżowe | Międzynarodowe: Kategorie młodzieżowe | Międzynarodowe: Kategorie młodzieżowe | Międzynarodowe: Kategorie młodzieżowe | Międzynarodowe: Kategorie młodzieżowe | Międzynarodowe: Kategorie młodzieżowe | Międzynarodowe: Kategorie młodzieżowe | Międzynarodowe: Kategorie młodzieżowe | Międzynarodowe: Kategorie młodzieżowe | Międzynarodowe: Kategorie młodzieżowe | Międzynarodowe: Kategorie młodzieżowe | Międzynarodowe: Kategorie młodzieżowe | Międzynarodowe: Kategorie młodzieżowe | Międzynarodowe: Kategorie młodzieżowe | Międzynarodowe: Kategorie młodzieżowe | Międzynarodowe: Kategorie młodzieżowe | Międzynarodowe: Kategorie młodzieżowe | Międzynarodowe: Kategorie młodzieżowe |
| ------------------------------------- | ------------------------------------- | ------------------------------------- | ------------------------------------- | ------------------------------------- | ------------------------------------- | ------------------------------------- | ------------------------------------- | ------------------------------------- | ------------------------------------- | ------------------------------------- | ------------------------------------- | ------------------------------------- | ------------------------------------- | ------------------------------------- | ------------------------------------- | ------------------------------------- | ------------------------------------- | ------------------------------------- |
| JGP w Bułgarii                        |                                       | 5                                     |                                       |                                       |                                       |                                       |                                       |                                       |                                       |                                       |                                       |                                       |                                       |                                       |                                       |                                       |                                       |                                       |
| JGP w Chorwacji                       |                                       | 5                                     |                                       |                                       |                                       |                                       |                                       |                                       |                                       |                                       |                                       |                                       |                                       |                                       |                                       |                                       |                                       |                                       |
| JGP we Francji                        |                                       |                                       | 7                                     |                                       |                                       |                                       |                                       |                                       |                                       |                                       |                                       |                                       |                                       |                                       |                                       |                                       |                                       |                                       |
| Krajowe                               |                                       |                                       |                                       |                                       |                                       |                                       |                                       |                                       |                                       |                                       |                                       |                                       |                                       |                                       |                                       |                                       |                                       |                                       |
| Mistrzostwa Kanady                    | 6 N                                   | 6 J                                   | 5 J                                   |                                       |                                       |                                       |                                       |                                       |                                       |                                       |                                       |                                       |                                       |                                       |                                       |                                       |                                       |                                       |